# Gerhard Kaufhold
Gerhard Kaufhold (* 2. Dezember 1928; † 4. Oktober 2009 in Offenbach-Rumpenheim) war ein deutscher Fußballspieler, der den Großteil seiner Karriere bei den Offenbacher Kickers spielte und im Jahr 1954 einmal in der deutschen Fußballnationalmannschaft zum Einsatz kam.

## Kickers Offenbach, 1946–1964

### Beginn
Im Herbst 1946 wechselte Gerhard Kaufhold vom SSC Juno 1921 Burg aus dem hessischen Dillkreis auf den Bieberer Berg zu Kickers Offenbach. Trainer Paul Oßwald baute das Talent sehr behutsam auf. Über dosierte Einsätze in den Runden 1946/47 bis 1948/49 führte er den schnellen Mann auf dem rechten Flügel in der Runde 1949/50 in die Stammformation.

### Stammspieler/Leistungsträger
Den ersten Titelgewinn mit dem OFC in der Oberliga Süd erlebte Gerhard Kaufhold bereits in der Spielzeit 1948/49, als er es zu elf Spielen mit sieben Toren brachte. In der Endrunde um die deutsche Fußballmeisterschaft 1949 scheiterte der Süddeutsche Meister Kickers Offenbach am 26. Juni 1949 im Halbfinale, mit Kaufhold auf Rechtsaußen, mit einer 1:2-Niederlage an dem Vizemeister der Oberliga Süd, dem VfR Mannheim. Der VfR setzte sich am 10. Juli 1949 mit einem 3:2-Sieg nach Verlängerung gegen Borussia Dortmund im Finale um die deutsche Meisterschaft durch und holte die Meisterschale in die Quadratestadt an Rhein und Neckar.
Durch den dritten Tabellenplatz in der Runde 1949/50, zog der OFC wiederum in die Endrunde ein. Nach Erfolgen über Tennis Borussia Berlin, den Hamburger SV und dem Erfolg im Halbfinale über Preußen Dellbrück, erreichte das Team um den herausragenden Stürmer Horst Buhtz das Endspiel, das am 25. Juni 1950 gegen den VfB Stuttgart ausgetragen wurde. Die Schützlinge von Trainer Georg Wurzer setzten sich mit 2:1 Toren gegen Offenbach durch. Gerhard Kaufhold hatte alle Spiele in der Endrunde bestritten.
Im Jahr nach der Fußball-Weltmeisterschaft 1954 in der Schweiz, erlangte Gerhard Kaufhold den Gipfel seiner fußballerischen Leistungsfähigkeit. Er war zum Regisseur gereift, vereinte Tempo, Technik und Torgefährlichkeit in einer Person. Er absolvierte alle 30 Spiele in der Oberliga Süd und erzielte dabei 17 Tore. Offenbach holte sich die Meisterschaft im Süden und zog wieder in die Endrunde ein. Die Mannen vom Bieberer Berg scheiterten in den Spielen an dem späteren Meister Rot-Weiss Essen.
Durch den Gewinn der Vizemeisterschaft 1957 war Offenbach mit Trainer Paul Oßwald (1946–58 in Offenbach im Amt) wiederum in der Endrunde im Einsatz. Gegen den Titelverteidiger Borussia Dortmund verlor man mit 1:2 Toren. In der Runde 1958/59 erlebte Gerhard Kaufhold den ersten Trainerwechsel beim OFC: Oßwald wechselte die Mainseite und übernahm Eintracht Frankfurt. Der Jugoslawe Bogdan Cuvaj trat seine Nachfolge auf dem Bieberer Berg an. Nach der erneuten Vizemeisterschaft im Süden kam es am 28. Juni 1959 in Berlin zu dem legendären Endspiel um die deutsche Fußballmeisterschaft gegen Eintracht Frankfurt. Die Eintracht wurde mit einem 5:3-Sieg nach Verlängerung Deutscher Meister. Gerhard Kaufhold erlitt damit nach 1950 die zweite Niederlage in einem Finale um die deutsche Fußballmeisterschaft. Mit dem siebten Rang beendete der Spielführer des OFC die Abschlussrunde 1962/63 der Oberliga Süd. Er hatte von 1946 bis 1963 für Offenbach 396 Spiele bestritten und dabei 112 Tore erzielt.

### Ende der Spielerkarriere
Mit dem Heimspiel am 3. Mai 1964 gegen KSV Hessen Kassel – der KSV wurde Meister vor dem FC Bayern München – beendete Gerhard „Gerd“ Kaufhold nach 18 Jahren seine Spielerkarriere bei den Offenbacher Kickers. Durch die umstrittene Nichtnominierung von Offenbach für die Bundesliga ab 1963/64, feierte er seinen Abschied vom Leistungsfußball in der Regionalliga Süd. Er vertrat als 35-jähriger Routinier nochmals in 30 Spielen, zusammen mit Hermann Nuber, Siegfried Gast und Sigfried Held, die Farben der Kickers.

## Nationalmannschaft/Auswahlspiele, 1950–1954
Bundestrainer Sepp Herberger führte am 11. und 12. November 1950 in Ludwigshafen und Frankfurt zwei Repräsentativspiele mit den Auswahlmannschaften Südwest gegen Süd I und Süd II gegen West durch. Gerhard Kaufhold stürmte als Rechtsaußen im Team des Südens, das mit 5:4 Toren in Frankfurt den Westen besiegte. Es war die Abschlusssichtung des Bundestrainers für das erste Länderspiel nach dem Zweiten Weltkrieg, das am 22. November 1950 in Stuttgart gegen die Schweiz ausgetragen wurde. Zu diesem Spiel der Nationalmannschaft wurde der 22-Jährige nicht nominiert.
Seinen Einstand in einem DFB-Team gab Kaufhold am 14. April 1951 in Karlsruhe bei einem Spiel der B-Länderelf gegen die Schweiz. Zusammen mit seinem Vereinskameraden Kurt Schreiner und Horst Buhtz (VfB Mühlburg) konnte er aber die 0:2-Niederlage nicht verhindern. Es folgte am 20. April 1952 eine weitere Berufung in die Südauswahl.
Erst nach der Fußball-Weltmeisterschaft 1954 in der Schweiz wurde der Offenbacher wieder vom DFB eingeladen: Vom 22. bis 29. November 1954 fand ein Nationalmannschaftslehrgang in der Sportschule Grünberg zur Vorbereitung für das Länderspiel gegen England am 1. Dezember in London statt. Da nur noch die drei Weltmeister Werner Kohlmeyer, Werner Liebrich und Josef Posipal zur Verfügung standen, bekamen vier Neulinge im Sturm ihre Bewährungschance: Gerhard Kaufhold (damit erster Nationalspieler des OFC) und Alfred Beck als Flügelstürmer, Michael Pfeiffer und Jupp Derwall als Halbstürmer. Uwe Seeler bestritt in der Sturmmitte sein zweites Länderspiel. Die nicht eingespielte Formation verlor die Begegnung mit 1:3 Toren. Kaufhold spielte bei den Rot-Weißen des OFC zu dieser Zeit bereits als Halbstürmer in der Spielmacherrolle. Er setzte den schnellen Flügelstürmer Engelbert Kraus mit Vorlagen ein. Seine Zeit an der Seitenlinie hatte er in Offenbach hinter sich gelassen. Er gestaltete im Mittelfeld das Spiel und brachte die Stürmer in Position. Der Gewinn der Meisterschaft in der Oberliga Süd im Jahre 1955 sprach für die taktische Maßnahme des Trainers Paul Oßwald.

## Besonderheiten
Gerhard Kaufhold hat die „Hungerzeiten“ nach dem Zweiten Weltkrieg als Fußballer von Kickers Offenbach erlebt. In dem Buch über die Oberliga Süd aus dem Klartext Verlag in Essen wird er folgendermaßen zitiert:

„Wie oft fuhren wir für zwei, drei Säcke Kartoffeln aufs Land. Und wenn uns ein ländlicher Gastgeber ein sattes Essen und einen Umtrunk anbot, dann nichts wie hin. Hauptsache, es gab was zu essen.“

Auch die Reisen nach Ostasien im Jahre 1953 mit zehn Spielen in Hongkong, Japan, Indien und Philippinen, die Sowjetunionreise und ein großer USA-Trip waren herausragende Momente der Karriere des späteren Ehrenspielführers und Mitglied des Ehrenrates des OFC.

## Beruf und Privates
Beruflich wurde Kaufhold in Offenbach schnell sesshaft. Die Firma Neuroth & Kaufhold stand für Süßwaren und Spirituosen. Gegen Ende der fußballerischen Karriere wechselte er in die Dienste der Stadt Offenbach. Er wurde Verwaltungsleiter des Garten- und Friedhofsamtes.
Kaufhold war verheiratet und hatte zwei Töchter.